# Sphenolobus pearcei
Sphenolobus pearcei là một loài rêu trong họ Anastrophyllaceae. Loài này được Stephani mô tả khoa học đầu tiên năm 1902. Danh pháp khoa học của loài này chưa được làm sáng tỏ. 